# Kabinett Shehu VI

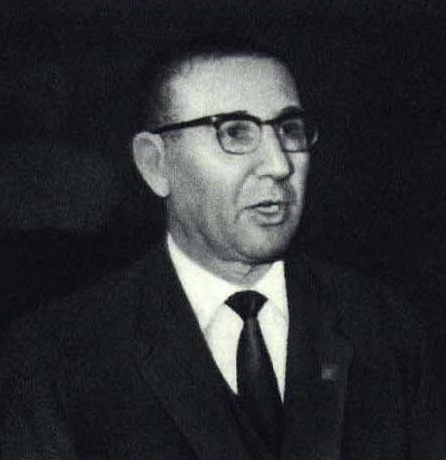
Mehmet Shehu war von 1954 bis 1981 Vorsitzender des Ministerrates der Sozialistischen Volksrepublik Albanien

Das Kabinett Shehu VI war eine Regierung der Sozialistischen Volksrepublik Albanien, die am 30. Oktober 1974 von Ministerpräsident Mehmet Shehu von der Partei der Arbeit Albaniens PPSh (Partia e Punës e Shqipërisë) gebildet wurde. Es löste das Kabinett Shehu V ab und blieb bis zum 27. Dezember 1978 im Amt, woraufhin es vom Kabinett Shehu VII abgelöst wurde.
Die Regierungsumbildung folgte auf die Parlamentswahlen vom 6. Oktober 1974. Gegenüber dem Vorgängerkabinett gab es nur wenige Abgänge zu verzeichnen, die Regierung wurde aber deutlich erweitert: Shehu hatte das Verteidigungsministerium von in Ungnade gefallenen Beqir Balluku übernommen. Adil Çarçani wurde Erster Stellvertretender Vorsitzender des Ministerrates, Abdyl Këllezi wurde neben Spiro Koleka und Xhafer Spahiu ein weiterer Stellvertretender Vorsitzender des Ministerrates. Neu in der Regierung waren Myqerem Fuga, der das neue Ministerium für Leicht- und Nahrungsmittelindustrie übernahm, Rahman Hanku, der das neue Bauministerium übernahm, Luan Babameto, der Milo Qirko als Kommunikationsminister ersetzte, Lefter Goga, der Aleks Verli als Finanzminister ersetzte, Llambi Ziçishti, der das neue Gesundheitsministerium übernahm, und Kiço Kasapi als Generalsekretär des Ministerrates.
Während der Regierungszeit gab es diverse Veränderungen, die vor dem Hintergrund einer Neuausrichtung der Politik und des Bruchs mit der Volksrepublik China im Jahr 1978 – deutliche Anzeichen gab es schon im Jahr 1976 am 7. Parteitag, die eine neue Verfassung billigte – zu sehen sind:
- Per 1. September 1975 ersetzte Petro Dode den Vorsitzenden der Staatlichen Planungskommission Abdyl Këllezi, der zudem einer der Stellvertretenden Vorsitzenden des Ministerrates war. Ihm wurde eine zu große Nähe zur Sowjetunion, zu China und zu Jugoslawien vorgeworfen. Këllezi wurde 1976 wegen Sabotage der Volkswirtschaft hingerichtet.
- Das gleiche Schicksal widerfuhr Industrieminister Koço Theodhosi, der per 1. September 1975 durch Pali Miska ersetzt wurde. Auch ihm wurde wie Beqir Balluku und Abdyl Këllezi eine militärwirtschaftliche Verschwörung und insbesondere Fehler beim Bau des Wasserkraftwerkes von Fierza sowie des Stahlkombinats in der Nähe von Elbasan vorgeworfen.[1] Theodhosi wurde 1977 hingerichtet.
- Opfer der Säuberungswelle wurde auch Handelsminister Kiço Ngjela, der für 16 Jahre inhaftiert wurde. Er wurde durch Nedin Hoxha ersetzt.
- Im April 1976 musste Pirro Dodbiba als Landwirtschaftsminister zurücktreten. Ihm wurde vorgeworfen, die Produktionsziele nicht erreicht zu haben. Er wurde auch aus dem Politbüro und der Volksversammlung ausgeschlossen. Ersetzt wurde er durch Themie Thomai.
- Ein ähnliches Schicksal wie Dodbiba erfuhr zeitgleich Thoma Deljana, Minister für Bildung und Kultur. Er wurde als Anhänger von Këllezi in eine Dorfschule in Südalbanien versetzt und im Ministerium durch Tefta Cami ersetzt. Thomai und Cami waren die einzigen Frauen in der Regierung.
- Im Oktober 1976 trat Manush Myftiu der Regierung als Stellvertretender Vorsitzender des Ministerrates bei.
- Spiro Koleka, Stellvertretender Vorsitzender des Ministerrats, wurde nach zwei Jahren im November 1976 kurz nach dem 7. Parteitag durch Pali Miska ersetzt. Das von Miska geführte Ministerium für Industrie und Bergbau wurde von Xhafer Spahiu übernommen, der das Amt eines Stellvertretenden Vorsitzenden des Ministerrats abgab.
- Zeitgleich wurde Finanzminister Lefter Goga durch Haki Toska ersetzt.
- Myqerem Fuga übergab das Ministerium für Leicht- und Nahrungsmittelindustrie im Februar 1977 an Kristaq Dollaku.
- Im November 1977 trat Qirjako Mihali der Regierung als Stellvertretender Vorsitzender des Ministerrates bei.
- Zeitgleich wurde das Handelsministerium in ein Ministerium für Binnenhandel sowie ein Ministerium für Außenhandel aufgeteilt. Nedin Hoxha übernahm letzteres, Viktor Nushi wurde Zuständiger für den Binnenhandel.

| Amt                                                     | Amtsinhaber                             | Beginn der Amtszeit                                  | Ende der Amtszeit                                     |
| ------------------------------------------------------- | --------------------------------------- | ---------------------------------------------------- | ----------------------------------------------------- |
| Vorsitzender des Ministerrates                          | Mehmet Shehu                            | 30. Oktober 1974                                     | 27. Dezember 1978                                     |
| Erster Stellvertretender Vorsitzender des Ministerrates | Adil Çarçani                            | 30. Oktober 1974                                     | 27. Dezember 1978                                     |
| Stellvertretender Vorsitzender des Ministerrates        | Spiro Koleka Pali Miska                 | 30. Oktober 1974 13. November 1976                   | 13. November 1976 27. Dezember 1978                   |
| Stellvertretender Vorsitzender des Ministerrates        | Xhafer Spahiu                           | 30. Oktober 1974                                     | 13. November 1976                                     |
| Stellvertretender Vorsitzender des Ministerrates        | Abdyl Këllezi Petro Dode                | 30. Oktober 1974 1. September 1975                   | 1. September 1975 27. Dezember 1978                   |
| Stellvertretender Vorsitzender des Ministerrates        | Manush Myftiu                           | 1. Oktober 1976                                      | 27. Dezember 1978                                     |
| Stellvertretender Vorsitzender des Ministerrates        | Qirjako Mihali                          | 26. November 1977                                    | 27. Dezember 1978                                     |
| Verteidigungsminister                                   | Mehmet Shehu                            | 30. Oktober 1974                                     | 27. Dezember 1978                                     |
| Vorsitzender der Staatlichen Plankommission             | Abdyl Këllezi Petro Dode                | 30. Oktober 1974 1. September 1975                   | 1. September 1975 27. Dezember 1978                   |
| Innenminister                                           | Kadri Hazbiu                            | 30. Oktober 1974                                     | 27. Dezember 1978                                     |
| Außenminister                                           | Nesti Nase                              | 30. Oktober 1974                                     | 27. Dezember 1978                                     |
| Minister für Industrie und Bergbau                      | Koço Theodhosi Pali Miska Xhafer Spahiu | 30. Oktober 1974 1. September 1975 13. November 1976 | 1. September 1975 13. November 1976 27. Dezember 1978 |
| Minister für Leicht- und Nahrungsmittelindustrie        | Myqerem Fuga Kristaq Dollaku            | 30. Oktober 1974 11. Februar 1977                    | 11. Februar 1977 27. Dezember 1978                    |
| Landwirtschaftsminister                                 | Pirro Dodbiba Themie Thomai             | 30. Oktober 1974 29. April 1976                      | 29. April 1976 27. Dezember 1978                      |
| Minister für Bildung und Kultur                         | Thoma Deljana Tefta Cami                | 30. Oktober 1974 29. April 1976                      | 29. April 1976 27. Dezember 1978                      |
| Bauminister                                             | Rahman Hanku                            | 30. Oktober 1974                                     | 27. Dezember 1978                                     |
| Handelsminister                                         | Kiço Ngjela Nedin Hoxha                 | 30. Oktober 1974 1. September 1975                   | 1. September 1975 26. November 1977                   |
| Binnenhandelsminister                                   | Viktor Nushi                            | 26. November 1977                                    | 27. Dezember 1978                                     |
| Außenhandelsminister                                    | Nedin Hoxha                             | 26. November 1977                                    | 27. Dezember 1978                                     |
| Kommunikationsminister                                  | Luan Babameto                           | 30. Oktober 1974                                     | 27. Dezember 1978                                     |
| Finanzminister                                          | Lefter Goga Haki Toska                  | 30. Oktober 1974 13. November 1976                   | 13. November 1976 27. Dezember 1978                   |
| Gesundheitsminister                                     | Llambi Ziçishti                         | 30. Oktober 1974                                     | 27. Dezember 1978                                     |
| Generalsekretär des Ministerrates                       | Kiço Kasapi                             | 30. Oktober 1974                                     | 27. Dezember 1978                                     |